# Johann Christoph Wagenseil

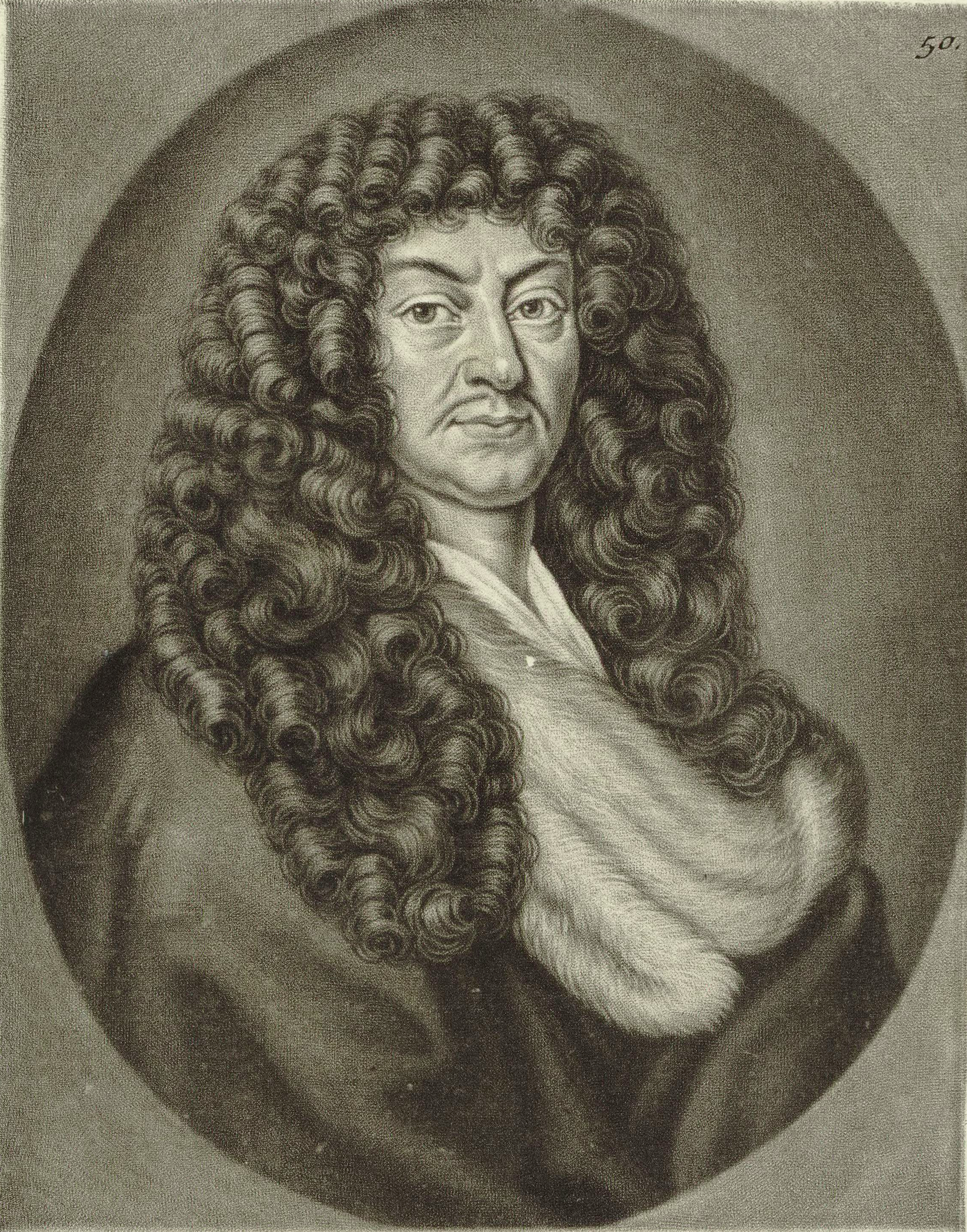
Johann Christoph Wagenseil.

Johann Christoph Wagenseil (Neurenberg, 26 november 1633 - Altdorf, 9 oktober 1705) was een Duitse universitair leraar. In 1667 werd hij geschiedenisdocent op de universiteit van Altdorf en van 1674 tot 1697 werd hij docent Oosterse talen op diezelfde universiteit. Daarna werd hij docent canoniek recht, hetgeen hij bleef tot zijn dood in 1705.
- Bibsys: 90060149
- Biblioteca Nacional de España: XX1451041
- Bibliothèque nationale de France: cb14802956p (data)
- CiNii: DA11393619
- Gemeinsame Normdatei: 119090198
- International Standard Name Identifier: 0000 0000 8133 4993
- Library of Congress Control Number: n84042500
- Mathematics Genealogy Project: 224007
- Nationale Bibliotheek van Tsjechië: mzk2008468997
- Nationale bibliotheek van Australië: 35585946
- Nationale Bibliotheek van Israël: 987007269622305171
- Nationale Bibliotheek van Polen: a0000003276208
- Nationale en Universitaire bibliotheek Zagreb: 000773483
- Nederlandse Thesaurus van Auteursnamen: 071330534
- Réseau des bibliothèques de Suisse occidentale: 02-A003952802
- LIBRIS: 100610
- SNAC: w6dj5tct
- Système universitaire de documentation: 103211535
- Trove: 1004665
- Virtual International Authority File: 54412303
- WorldCat: E39PBJr7Vf3djHKwxgmrR9M9Dq